# Hugueninia freycinetiae
Hugueninia freycinetiae — вид грибів, що належить до монотипового роду  Hugueninia.